# Alchemilla acutata
Alchemilla acutata é uma espécie de rosácea do gênero Alchemilla, pertencente à família Rosaceae.